# Endogàmia
Endogàmia és la pràctica del matrimoni dins d'un grup ètnic determinat, classe social o grup sociològic, refusant-ne d'altres considerant-los inapropiats pel matrimoni o per altres relacions personals. El terme endogàmia s'oposa al d'exogàmia. Etimològicament prové del grec amb el significat de «matrimoni a l'interior»'. El significat s'ha estès a significats que no tenen a veure amb el matrimoni com l'endogàmia professional quan els fills tendeixen a heretar la professió dels pares.
L'endogàmia és comuna en moltes cultures i grups ètnics però la globalització tendeix a contrarestar aquesta tendència i exposar grups ètnics anteriorment aïllats a una més àmplia varietat de pobles i cultures. Alguns grups religiosos són notablement endogàmics (jueus, musulmans, alguns grups cristians, etc.) fins i tot amb l'afegit de requerir la conversió per matrimoni

## Tipus d'endogàmia
- Per l'àrea geogràfica (endogamia geogràfica);
- Segons la classe social (endogamia social)
- Per l'ofici (endogamia professional).
- Per la religió practicada (endogamia religiosa).

L'endogamia contribueix a mantenir els grups minoritaris en la diàspora però la consanguinitat pot fer que les malalties genètiques el debilitin. El percentatge de matrimonis interracials als Estats Units és petit comparat amb els matrimonis totals, però està augmentant entre els joves.
Alguns exemples de grups religiosos endogàmics són:
- Assiris
- Jueus, sobretot els asquenazites
- Yazidites, minoria del nord de l'Iraq
- Armenis minoria que vivien a l'Iran
- Amish, a Amèrica
- Testimonis de Jehovà
- Mormons
- Parsis, la minoria que viuen a l'Índia
- samaritans
- Els catòlics romans als Estats Units fins a la dècada de 1950
- El sistema de castes de l'Índia